# Esther Süss
Esther Süss (Villigen, 19 de marzo de 1974) es una deportista suiza que compitió en ciclismo de montaña en la disciplina de campo a través.
Ganó una medalla de bronce en el Campeonato Mundial de Ciclismo de Montaña de 2013 y dos medallas de plata en el Campeonato Europeo de Ciclismo de Montaña, en los años 2012 y 2015.
Obtuvo cinco medallas en el Campeonato Mundial de Ciclismo de Montaña en Maratón entre los años 2009 y 2013, y cinco medallas en el Campeonato Europeo de Ciclismo de Montaña en Maratón, en los años 2007 y 2015.
Participó en los Juegos Olímpicos de Londres 2012, ocupando el quinto lugar en la prueba de campo a través.

## Medallero internacional
| Campeonato Mundial | Campeonato Mundial           | Campeonato Mundial | Campeonato Mundial         |
| Año                | Lugar                        | Medalla            | Competición                |
| ------------------ | ---------------------------- | ------------------ | -------------------------- |
| 2013               | Pietermaritzburg (Sudáfrica) | Medalla de bronce  | Campo a través             |
| Campeonato Europeo |                              |                    |                            |
| Año                | Lugar                        | Medalla            | Competición                |
| 2012               | Moscú (Rusia)                | Medalla de plata   | Campo a través             |
| 2015               | Chies d'Alpago (Italia)      | Medalla de plata   | Campo a través por relevos |

| Campeonato Mundial | Campeonato Mundial      | Campeonato Mundial | Campeonato Mundial |
| Año                | Lugar                   | Medalla            | Competición        |
| ------------------ | ----------------------- | ------------------ | ------------------ |
| 2009               | Graz (Austria)          | Medalla de plata   | Campo a través     |
| 2010               | Sankt Wendel (Alemania) | Medalla de oro     | Campo a través     |
| 2011               | Montebelluna (Italia)   | Medalla de bronce  | Campo a través     |
| 2012               | Ornans (Francia)        | Medalla de bronce  | Campo a través     |
| 2013               | Kirchberg (Austria)     | Medalla de bronce  | Campo a través     |
| Campeonato Europeo |                         |                    |                    |
| Año                | Lugar                   | Medalla            | Competición        |
| 2007               | Sankt Wendel (Alemania) | Medalla de bronce  | Campo a través     |
| 2008               | Albstadt (Alemania)     | Medalla de oro     | Campo a través     |
| 2010               | Montebelluna (Italia)   | Medalla de oro     | Campo a través     |
| 2013               | Singen (Alemania)       | Medalla de oro     | Campo a través     |
| 2015               | Singen (Alemania)       | Medalla de bronce  | Campo a través     |